# Kif Tebbi
Kif Tebbi è un film muto italiano del 1928 diretto da Mario Camerini e girato in gran parte nella Libia a quel tempo colonia italiana. Viene considerato uno dei più importanti film "coloniali" realizzati in Italia, e fu a suo tempo presentato come un tentativo di ripresa della cinematografia italiana dopo la crisi degli anni venti.

## Trama
Il giovane libico Ismail torna nel suo paese dopo aver studiato per anni in Europa ed averne assorbito idee e costumi. Poco dopo il suo ritorno scoppia la guerra tra Italia e Turchia ed i soldati ottomani si abbandonano e violenze e saccheggi. Durante uno dei questi Ismail soccorre e salva la giovinetta Mné affidandola poi al suo servo Taléb. Ma il ricco arabo Rassim, che parteggia per i Turchi, tenta di rapirla ed Ismail lo uccide. Viene per questo incarcerato ma riesce a fuggire ed a ricongiungersi con Mné. I due giovani, ormai innamorati, assistono alla sconfitta dei Turchi ad opera dei soldati italiani e confidano che la nuova bandiera sarà fonte di felicità e progresso.

## Realizzazione del film

### Soggetto e sceneggiatura
Kif Tebbi (Come vuoi in arabo) è tratto da un omonimo romanzo dello scrittore e giornalista ticinese Luciano Zuccoli (nato von Ingenheim), che costituisce uno dei primi esempi di narrativa italiana in tema coloniale, filone invece già diffuso in Europa in un'epoca in cui era normale un approccio del genere con popoli sottomessi. Zuccoli, convinto sostenitore delle idee colonialiste italiane, aveva vissuto e viaggiato in Tripolitania, traendo da ciò ispirazione per il suo racconto, pubblicato nel 1924 dall'editore Treves. Nella sceneggiatura curata da Luciano Doria, con la partecipazione non accreditata sia di Camerini che di Corrado D'Errico - che fu anche aiuto regista  - emergono richiami ad ambientazioni e personaggi del cinema francese, L'Atlantide di Feyder, in particolare. 

### Produzione: la A.D.I.A.
Il film di Camerini, il secondo da lui realizzato in Libia dopo Maciste contro lo Sceicco anche in funzione del suo desiderio di «vivere un'avventura», fu il risultato di un'iniziativa produttiva di tipo cooperativistico, la "Autori Direttori Italiani Associati", costituita a Roma nel novembre 1927 da un gruppo di cineasti. 

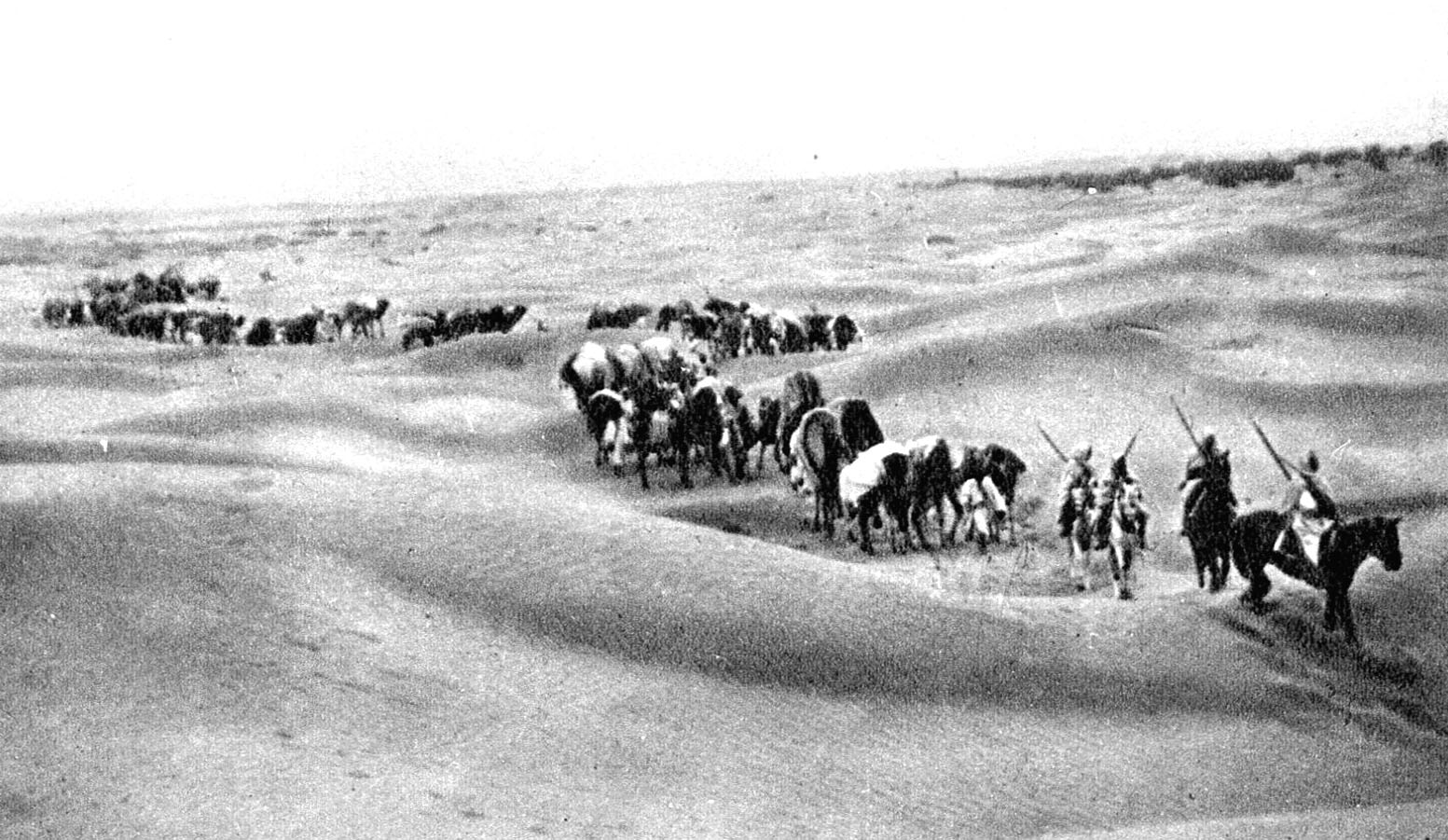
foto di scena nel deserto libico

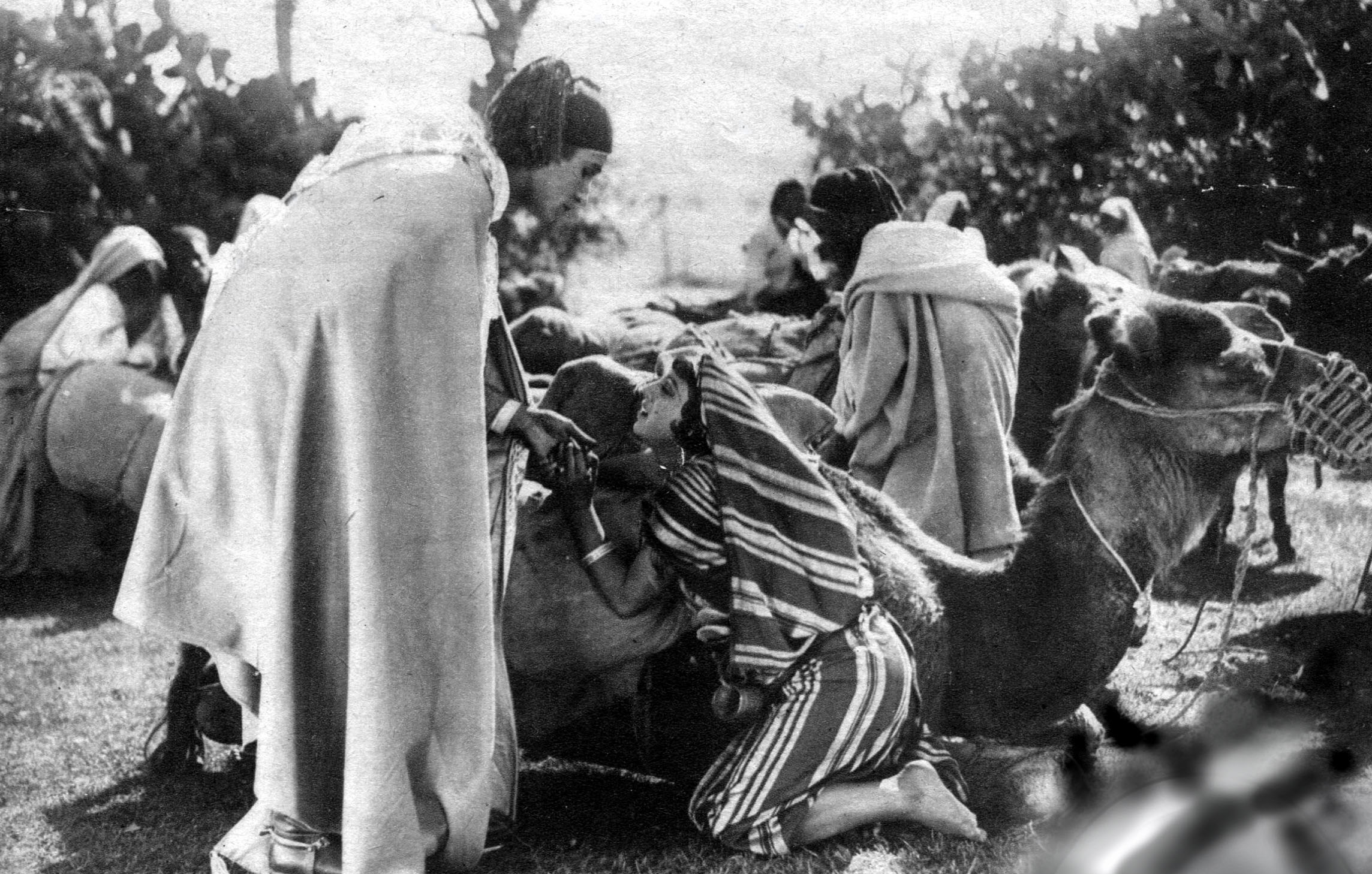
l'oasi

I fondatori furono Luciano Doria (che ne fu anche il direttore), lo stesso Camerini, Aldo De Benedetti, Gabriellino D'Annunzio, Roberto Roberti e Guglielmo Zorzi), con la partecipazione finanziaria anche di Augusto Genina, a quel tempo ancora impegnato all'estero.

L'iniziativa rientrava nei vari tentativi di attuare una ripresa ("la rinascita") della cinematografia italiana dopo la crisi che l'aveva colpita negli anni venti. Sotto questo aspetto essa era contemporanea - ma non concorrenziale - all'analoga creazione della "Augustus" (da cui nascerà Sole) da parte del gruppo raccolto attorno a Blasetti ed alla rivista da lui diretta cinematografo, che infatti saluterà Kif Tebbi  come «il primo film della nuova cinematografia italiana che darà una lezione ai tanti scettici da caffè ed esperti da cantina».
Per il finanziamento si ricorse ad una sottoscrizione dei fondatori dell'A.D.I.A., ognuno dei quali contribuì con 10.000 lire integrata dal prestito bancario di un avvocato. Kif Tebbi fu il secondo film prodotto dalla società (il primo era stato Brigata Firenze, di scarso successo) cui ne seguirono soltanto altri tre prima di chiudere dopo un triennio di attività. Di essi è uno dei due sopravvissuti (l'altro è La grazia) e risulta oggi disponibile, dopo essere stato interessato da un accurato restauro (v. riquadro), presso la Cineteca di Bologna, mentre altre copie sono conservate presso analoghe istituzioni olandesi e lussemburghesi. 
Considerato per molti anni, al pari di tante altre pellicole mute, un film perduto, Kif Tebbi venne ritrovato in un magazzino di Cinecittà all'inizio degli anni settanta in una copia mancante dell'ultimo rullo. Dopo diverse vicende, nel 1988, il materiale entrò nel possesso dalla Cineteca di Bologna, che decise di sottoporlo ad un restauro durato diversi anni, con frequenti interruzioni. 
A tale scopo furono prese in esame le altre copie disponibili che si trovavano presso analoghe istituzioni in Olanda, Lussemburgo e Francia. Si constatò tuttavia che le ultime due erano in parte diverse, il che le escluse da un loro possibile impiego ai fini del restauro.
La copia su cui venne effettuato l'intervento di recupero è stata pertanto quella italiana. Solo nel caso della parte finale, del tutto assente nella copia ritrovata, oppure di alcune parti di pellicola irrimediabilmente degradate, venne utilizzata la copia olandese, ottenendo così un esemplare completo del film di Camerini che oggi fa parte della collezione della Cineteca,
Nel 1932 il film era stato rieditato in una versione sonorizzata

### Riprese
Kif Tebbi fu girato in diversi luoghi della Libia, a Jeffren, la Giafara, a Cufra e nella periferia di Tripoli. In qualche caso la troupe ebbe una scorta militare per timore di ostilità da parte delle popolazioni locali. Altre scene esterne vennero realizzate anche a Sorrento e sulla nave che trasportava la troupe verso la Libia, mentre per gli interni furono utilizzati i teatri romani della "Palatino". La lavorazione durò circa due mesi, maggio a giugno 1928, ed a fine luglio il film era pronto. Dal punto di vista tecnico, la fotografia fu curata da Ferdinando Martini, considerato uno specialista degli ambienti africani, mentre Camerini sul set libico sperimentò un sistema di ripresa che consentiva di trasmettere l'impressione dell'ondulazione delle dune nel deserto.

### Interpreti
A causa dello scarso budget disponibile, Camerini si orientò per i protagonisti su attori poco noti oppure esordienti. Per Marcello Spada Kif Tebbi fu in assoluto il primo film, per il quale venne scelto quasi casualmente a seguito di un incontro fortuito avuto a Napoli con il regista, mentre Donatella Neri aveva partecipato in precedenza solo a due film e dopo Kif Tebbi non ebbe che un paio di altri ruoli. Uno degli interpreti, Alberto Pasquali, che s'era ammalato in Libia durante le riprese del film, morì nel febbraio 1929.

## Accoglienza
Il film subì qualche taglio della censura (il cui nulla osta venne rilasciato il 30 novembre 1928) che chiese di mitigare alcune scene di saccheggi da parte dei Turchi ritenute troppo crude. La sua funzione di possibile "film della rinascita" gli aprì le porte di una "prima" avvenuta il 16 novembre 1928 alla presenza del Ministro delle Corporazioni Giuseppe Bottai, e gli valse l'erogazione di un contributo pubblico - era la prima volta in Italia a favore di una pellicola a soggetto - di 50.000 lire.

### Commenti contemporanei
Quando uscì, Kif Tebbi ricevette unanimi elogi della critica, che l'apprezzò non solo per la fattura, ma anche in funzione della tanto vagheggiata ripresa produttiva, di cui «questi primi passi, come l'A.D.I.A., danno ragione di ben sperare [per un] film senza eccessive pretese la cui forma piana di illustrazione di un racconto riesce ad accontentare lo spettatore». Quanto alla qualità del film, vi fu chi ritenne «la messa in scena meravigliosa, la tecnica accuratissima, la scelta delle località adatte, la nitidezza fotografica, l'esecuzione e l'interpretazione: tutto è a posto, nessuna stonatura o manchevolezza», mentre si apprezzò che Camerini, «pur dovendo realizzare un soggetto svolgentesi in un ambiente sfruttatissimo, ha saputo darci un film del tutto esente dai stucchevoli luoghi comuni» oppure «l'azione serrata, drammatica, l'interpretazione impostata ed ottimamente resa da tutti gli attori, gli esterni stupendi della nostra vicina terra d'Africa». Venne apprezzato anche quale «felice traduzione sullo schermo di un'opera che ha in sé le doti particolari della nostra sensibilità mediterranea».

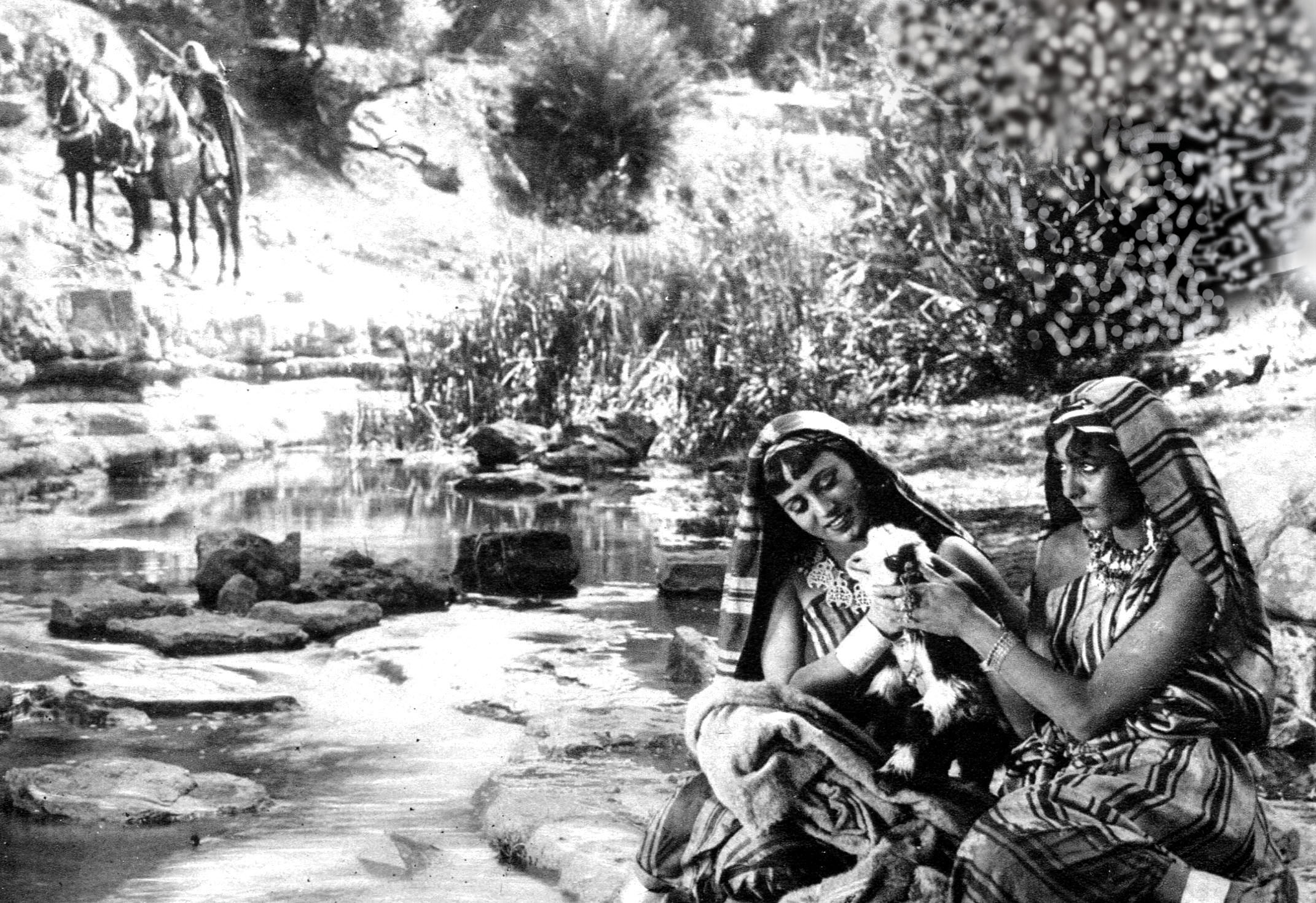
Donatella Neri e Laura Orsini

### Risultato economico
Benché non siano disponibili dati sugli esiti economici dei film italiani dell'epoca, molte testimonianze concordano sul fatto che Kif Tebbi ottenne un buon risultato, ad iniziare da quelle dello stesso Camerini o del protagonista Spada, che quasi 50 anni dopo lo ricordò come un «successo enorme». In effetti il film di Camerini fu uno dei pochissimi prodotti in Italia in quegli anni che riuscì ad essere esportato all'estero, venendo proiettato con successo di pubblico e di critica a Parigi, al cinema "Hyppodrome" di Londra, accolto da un folto pubblico ed alla "V.th Avenue Playhouse" di New York, ricevendo anche, in tale occasione, un apprezzamento sul New York Times per il «magnifico paesaggio [e] la vita locale ripresa con fedeltà non comune» così come sul New York Herald Tribune e sul Daily News, che lodarono le scene, i paesaggi ed il ritmo del film. Visto il successo, ci fu subito chi si affrettò a realizzarne l'anno dopo un altro di ambiente sahariano con La sperduta di Allah, ma senza grandi risultati.

### Commenti successivi
Col trascorrere del tempo i giudizi su Kif Tebbi si sono concentrati prevalentemente su due aspetti: il suo valore propagandistico ed il ruolo nella "rinascita" cinematografica italiana. Quanto al primo, Camerini, rievocando il film, negò decisamente che avesse intenti di propaganda, anche se invece quando uscì all'estero esso fu così giudicato. In seguito diversi commentatori lo hanno considerato «il prototipo del cinema coloniale fascista [con] prevedibile schematismo ideologico che contrappone la modernità occidentale all'arcaismo arabo». Benché questa impostazione legata alla penetrazione italiana in Africa venga espressa più o meno intenzionalmente, resta lo scopo di «creare un mondo in cui gli arabi, liberati dai Turchi malvagi, hanno bisogno di essere "controllati" dagli italiani».

Per quel che attiene alla "rinascita", Kif Tebbi è stato indicato, assieme a Sole, nel novero dei film che segnano tentativi di rinnovamento del cinema italiano: entrambe opere "di gruppo", realizzate grazie ad iniziative autofinanziate di giovani cineasti "indipendenti" ed entrambe basate su temi di conquista: coloniale in questo caso, di terre malariche nell'altro. Ma l'auspicata ripresa della produzione italiana che le aveva ispirate non arrivò e neppure andò a buon fine il tentativo di riunire le forze consociando l'A.D.I.A. e la "Augustus" di Blasetti (nel consorzio avrebbe dovuto rientrare anche la milanese S.A.C.I.A. produttrice di Rotaie): la prima chiuse nel 1930, mentre la seconda fallì nel giugno 1931.